# ジョイントロボ
ジョイントロボは、1970~90年代にロッテから発売されていた食玩シリーズ。および付属するロボット型玩具の総称。乗り物型の玩具は未来カーと称する。

## 概要
1970年代の中頃より50円シリーズ展開開始。

先行していた『グリコ スポロガム(50円)』に外観仕様が酷似しており、これへのカウンターアイテムとして市場投入されたと考えられる。

スポロガム「男の子向き」に対して『ジョイントロボ』、「女の子向き」に対して『リカちゃんガム』が用意された。

景品玩具のラインナップ数は1シリーズ14種前後。当初はハズレとして旧シリーズの玩具も混入されていた為、箱画イラストにある最新版が必ず出るとは限らなかった。

※ハズレ混入は50円シリーズの10弾あたりで終了する。

玩具の入った小箱とPTP包装に包まれたポンチ絵付の糖衣ガム（後に球状糖衣ガムに変更）の小箱がシュリンクされた箱形状で、2つの箱のサイズは同じであった。

店舗への納品用カートン箱をミシン目から切り取るとそのまま販売用ディスプレイとして転用できた。これらもスポロガムの外観仕様に倣った物であった。

付属玩具は単体でも遊べるが、ロボなら背中と頭頂に凸、腹と股間に凹ジョイント。未来カーなら機首と上部に凸、尾部とシャーシ裏に凹ジョイントが配置され、玩具同士を連結させて遊べるものが多かった。

この連結遊びの規格は縛りが緩く、デザイン優先でジョイントが省略されている品や、1シリーズを通して全くジョイントの無いラインナップも存在した。

1981年2月、カバヤ中心で勢力を広げ始めた100円食玩ジャンルへの参入商品として『スーパージョイントロボ』が発売された。

当時、駄菓子屋店頭ではバンダイの『宇宙戦艦ヤマト メカニックコレクション』をはじめとした100円プラモが人気を博しており、まだ消費税の無かった時代、ワンコインで買える選択肢の拡大は子供たちに歓迎された。

単価の上昇を受け、開封するまで何が入っているか解らないクジ要素が撤廃された。具体的には箱の裏にシリーズラインナップが明示され、箱の穴から覗くと中身が解るようになった。

これらはカバヤ製品の外観仕様に倣った物であった。

中身の玩具は50円のジョイントロボに対して本体サイズが一回り大きくなり、プラスティックモデル風のランナーパーツが追加され半完成品となった。

これにより組立説明書が必要となったが、イラストカードやシールの裏に説明書を印刷したり、判読を困難にするノイズを多重印刷し、玩具のクリヤー武器をかざすと秘密設定が読み取れる等の楽しいアイデアが投入された。

1シリーズ内のラインナップは正義／悪それぞれ5種ずつの10種が用意された。

末期にはジョイントロボとスーパージョイントロボの間で組み合わせ遊びを提案する連動展開も実施された。

余談であるが、複数のロボットキャラクターを特徴あるエンブレム（インシグニア）で2軍に分けて配置する商品展開手法は『スーパージョイントロボ』が元祖である。

## ラインナップ

### ジョイントロボ

#### 第1弾?
- 26種類?、個体名は無し。車輪パーツの形状が独特。

#### 第2弾?
- 21種類?、個体名は無し。車輪パーツはこの弾以降は標準で使われる形。

#### ジョイントパーツ付シリーズ
- 種類数不明、個体名は無し。SFカーには本体とは別にジョイントパーツが1つ付属。ジョイントパーツのデザインは複数有り、SFカーとランダムで組み合わせられていた。

#### 変身ロボ
- 21種類、個体名は無し。ビークルタイプ（15種）は変形、ロボットタイプ（6種）はマントが付属。

#### メカが見える!ニューモデル
- 種類数不明、個体名は無し。外装のクリアパーツで中のメカが見える。

#### 第6弾?
- 種類数不明、個体名は無し。クリアパーツ、打ち抜きパーツが使われている。スプリング式ミサイル砲が数点ある。

#### メカ獣シリーズ
- 14種類?、個体名は無し。怪獣モチーフのラインナップ。

#### バトルスネークロボ/バトルスネークカー
- 14種類?、個体名は無し。ボディの一部に多彩な形状の塩ビパーツ。

#### 第9弾?
- 14種類?、個体名は無し。ボディの一部にラメ入りクリア塩ビパーツ。

#### 第10弾?
- 14種類?、個体名は無し。クリアパーツ使用。

#### 新シリーズ登場（コックピットシリーズ）
- 14種類?、個体名は無し。コックピットが外れロケットや円盤になる。

#### クレヨンロボ/レンズロボ/コマロボ
- 15種類、個体名は無し。ボディの一部がクレヨン・レンズ・コマになっている。

#### スタンプ・エンピツキャップ
- 14種類?、個体名は無し。ボディの一部がスタンプ・エンピツキャップになっている。

#### メカチェンジロボ
- 14種類で個体名が付くようになった。ロボットが変形してメカになる。

ドーレスト、ザリオン、ローダー、スピンダー、ドライアン、スピリオン、ズータント、ダンブル、ベリオン、シュポルド、ズネーク、バッザミ、ワイダー、サークロン

#### メカサウンドロボ
- 14種類、一部のパーツを動かす事で内部でギアを弾いてカチカチと音を出す。

レーダス、ガメロン、バイグラー、ミサイロン、ネッガー、ドリゴン、ギアリンガー、ダートル、ギーリー、ゲパルドン、ザウンダー、ダンク、グレンダー、レーザラス

#### メカ分身ロボ
- 14種類、ロボが分離して2つのメカになる。

ダビットン、グライヤー、ブラスタン、ゼウサー、コンビオン、以下の名称は不明。

#### かっこいいリアルロボ
- 14種類。

ブルコング、ジーラカン、プラズーン、ジェイサー、デスラント、ボムスター、バルダニア、ギャロン、以下の名称は不明。

#### 合体超獣
- 14体合体してロボになる。

1.G・ジャーク、2.タイガドン、3.ガメダス、4.ドリゲータ、5.スタータス、6.サメージャー、7.スティンヘッド、8.ウルザー、9.ジャガリーン、10.クロコダイン、11.ライガー、12.イーグライザー、13.ザイモス、14.モーボス

#### 合体超獣パートII
- 14体合体してドラゴンになる。

1.ドラゴンヘッド、2.ストローム、3.キャノンカーゴ、4.ハンドーズ、5.グローダンク、6.スラッター、7.バーニント、8.バクトール、9.サムソーン、10.マードック、11.ゾード、12.クリシュナー、13.マルドー、14.ナイトイーグル

#### 合体超獣パートIII ジョイントコング
- 合体してゴリラ型のジョイントコングになる。

1.ケイタン、2.ナイトジャッカル、3.モモコンブル、4.トーイチ、5.バスターン、6.マスターキャノン、7.ゴッドボンバー、8.スコーピオン-G、9.ブルファイター、10.ヒデキング、11.ガーニアン、12.スーガ、13.ケイコマンダー、14.ハバナキャット

#### コスモポリスシリーズ
- 14体合体して超重戦車コスモバリアンになり、コスモ1~3号のみで3合体戦闘機コスモイーグルになる。7号と8号で2合体戦闘サイドマシン コスモウルフになる。

1.コスモ1号、2.コスモ2号、3.コスモ3号、4.コスモ4号、5.コスモ5号、6.コスモ6号、7.コスモ7号、8.コスモ8号、9.コスモ9号、10.コスモ10号、11.コスモ11号、12.カラード、13.ジャッカル、14.パズラー

#### コスモライガー
- 合体してライオン型の14合体戦闘獣コスモライガーになり、1~8で高速機動ビークル コスモバイソン、9+14で重装備型ハイパーヴァイタル、10~13で偵察戦闘機コスモスコーピオンになる。

1.フェイサー、2.ヘッダム、3.クァトラー、4.ケルベース、5.クロマス、6.バイナー、7.クロムナー、8.ロボガイス、9.ヴァイタル、10.バルトール、11.ドルネン、12.ギリオス、13.プロミウス、14.サンターン

#### サイバージョイントシリーズ
- 地球軍サイバーフォース
  - サイバーマシン　秘密工作員アクター・サイバー、破壊工作兵ウィーズル・サイバー、サイバー隊隊長ギャリソン・サイバー、最前線攻撃兵アパッチ・サイバー
  - エッグマン　カービン・エッグ、サンダース・エッグ、L・ジョン・エッグ
- 機械帝国ボルダー
  - ボルダーマシン　ロイヤル・ボルダー、ストレート・ボルダー、フラッシュ・ボルダー
  - ボルダーエッグマン　B・J・B・エッグ、ウォー・B・エッグ、ダウト・B・エッグ、プァ・B・エッグ

#### メカバイオシリーズ
- 地球連邦軍アニバスターズ

1.高機動戦闘獣タイガリオン、2.重戦闘獣ザイラー、3.高速戦闘獣イーグラーMKII、4.高機動スーツ・ヒューマリス01、5.重装型スーツ・コードロンZ、6.重装甲獣ガルマジロン、7.海洋戦闘獣シャーカー
- 地底魔獣帝国バイオドロン

8.攻撃型戦闘獣ディラノン、9.重戦闘獣ブロンダー、10.超音速戦闘獣プテラー、11.装甲戦闘獣ドリケロン、12.重戦闘兵ゴーロン、13.重装甲獣アンキース、14.深海偵察獣ギャプトロン

#### ロボキッズシリーズ
- 20種類。ロボ本体は一体抜きの塩ビ製フィギュアで、武器やバックパックなどがプラ製パーツとなっている。

スーパージョイントロボの同シリーズビークルに乗せられる。
- ジョイント連邦

J-1 アルバトロン、J-2 マーベラー、J-3 リザード、J-4 スパイキー、J-5 ロクセット、J-6 シーバース、J-7 クロイゼル、J-8 フォルケン、J-9 テコンダー、J-10 ゼクター
- エイリアン帝国軍

E-1 デスカイザー、E-2 ドッケン、E-3 スピンクス、E-4 カッパバロン、E-5 サバイバー、E-6 スケルボーグ、E-7 マグネッツ、E-8 トーヘッド、E-9 マードック、E-10 ゴーバス

#### わくわくトントンシリーズ
- 14種類。「知育玩具」的要素を盛り込む、というメーカーサイド（「ビックリマン」の企画担当）の要請に応える形で企画。ネジ、クギ型ジョイントとジョイント用パーツで組み立て遊びが可能。ロボ本体もハンマー、ドライバー、釘抜きなどの要素を加えてデザインされた。
- ジョイントロボ軍団

J-1 スナッパー、J-2 カーピー、J-3 デリンガー、J-4 グレンチ、J-5 ゴースン、J-6 リフトワーカー、J-7 ウッドベース
- エイリアン軍団

E-1 ドライブヘッド、E-2 フーター、E-3 ライオット、E-4 プライスタンク、E-5 ビグラー、E-6ブルドーター、E-7 ランブラー

#### わくわくトントン シリーズ2
- 14種類。このシリーズがジョイントロボとしては最終弾になる。
- ジョイントロボ軍団

J-1 ドラバス、J-2 バンカー、J-3 ドランコ、J-4 ドリゲル、J-5 アンキラー、J-6 ベリコム、J-7 ジュッティー
- エイリアン軍団

E-1 ガント、E-2 ブラマー、E-3 デイラ、E-4 テラーノ、E-5 ザンシオ、E-6 ドリンゲ、E-7 ヴォームス

### スーパージョイントロボ
パッケージ正面の窓（穴）から数字を覗いて選べるようになっている。付属カードに全高・重量・武装と通し番号が書いてあるが、パッケージの番号順とカードの数字順は第9弾まで一致していない（9弾までのパッケージの番号はジョイントロボ軍団とエイリアン軍団で交互に1〜10の番号を振られていた）。通し番号の下1桁目（1〜5）以外が弾数を表している。

#### 第1弾
裏面の一覧表では番号を振られていない。
- ジョイントロボ軍団

J-11 コスモクルーザー、J-12 コスモファルコン、J-13 キャプテンJ、J-14 アイライザー、J-15 ブルキャノン
- エイリアン軍団

E-11 ゴーストライダー、E-12 サタンローラー、E-13 ゼネラルサタン、E-14 パズラー、E-15 サタンベーダー

#### 第2弾
- ジョイントロボ軍団

J-21 コスモビートル、J-22 ビッグギャリア、J-23 コマンドJ、J-24 スティロンボー、J-25 マリンハンター
- エイリアン軍団

E-21 ズゴルピヨン、E-22 ブラックゴーダ、E-23 デビゾリン、E-24 バッダーボ、E-25 デビルシャーク

#### 第3弾
- ジョイントロボ軍団

J-31 コンドラー、J-32 ブルーザー、J-33 キャプテンG、J-34 メカパルド、J-35 スペースナイト
- エイリアン軍団

E-31 ダンカー、E-32 ジーラカンス、E-33 ザタン、E-34 メガック、E-35 バリケン

#### コックピットシリーズ
第4弾。コクピットが分離してロケットや円盤になる。
- ジョイントロボ軍団

J-41 パトロン、J-42 メカサンダー、J-43 ジェイダム、J-44 ダルタン、J-45 ギャリオン
- エイリアン軍団

E-41 サクソン、E-42 ギロング、E-43 グラッガー、E-44 パラゾン、E-45 ダットラー

#### 第5弾
コクピットの中に畜光素材のパイロットが入っている。
- ジョイントロボ軍団

J-51 ギャロック、J-52 Ｊ-ファイター、J-53 バイオン、J-54 ガーブン、J-55 リョーダー
- エイリアン軍団

E-51 ダークロン、E-52 ザリーン、E-53 ゾラック、E-54 デスガー、E-55 ジャロイド

#### 大変身メカチェンジ
第6弾。
- ジョイントロボ軍団

J-61 ジャイロスター、J-62 バイオス、J-63 スプレッダー、J-64 バトルガー、J-65 J-ガノン
- エイリアン軍団

E-61 ギャドラ、E-62 ザウラー、E-63 ガモス、E-64 ベガッサ、E-65 レーダロン

#### ニューメカチェンジ
第7弾。
- ジョイントロボ軍団

J-71 レオパラド、J-72 J-スナイパー 、J-73 ガンボーグ、J-74 ベガスター、J-75 ロードリアン
- エイリアン軍団

E-71 ザンドラ、E-72 ゲド、E-73 ドラゴス、E-74 ユーフォロン、E-75 ジャリンガー

#### フルアクションロボ登場!!
第8弾。関節を自由に動かしてポーズが取れる。
- ジョイントロボ軍団

J-81 ガイザー、J-85 コマンドス、J-83 ブロンコ、J-82 アポロイド、J-84 バトラング 
- エイリアン軍団

E-84 ガイキリー、E-82 シデン、E-81 ガルメデウス、E-85 ベガルダス、E-83 ボスコム

#### パワーアップ軍団
第9弾。各軍団5体が1つずつ持っている強化パーツを1体に装備させてパワーアップロボに出来る。
- ジョイントロボ軍団

J-91 スライダー、J-92 パルザー、J-93 ディアーズ、J-94 ゴーディン、J-95 ゼノス
- エイリアン軍団

E-91 ガルバロス、E-92 フォリンクス、E-93 ザウロン、E-94 ガランダー、E-95 グローン

#### ファイティングマシンシリーズ
第10弾。各軍団の5番に強化パーツを合体させて移動砲台型のファイティングマシンを作れる。
- ジョイントロボ軍団

J-1 (J-101) ランドラー、J-2 (J-102) ユニックス、J-3 (J-103)  ジャイロス、J-4 (J-104) ローガ、J-5 (J-105) グランダー
- エイリアン軍団

E-1 (E-101) ゾラス、E-2 (E-102) タロック、E-3 (E-103) ガスカル、E-4 (E-104) ラゴーン、E-5 (E-105) ゾワーム

#### コマンドマシーンシリーズ
第11弾。各マシンのシートと乗りこむコマンドマンは取り替えられる。
- ジョイントロボ軍団

J-1 トルネオン、J-2 グレイジオン、J-3 フライスルー、J-4 ギャリオン、J-5 ブルロイド
- エイリアン軍団

E-1 ロードン、E-2 ジャダー、E-3 ファルコム、E-4 ザッパー、E-5 ジャビアン

#### ファイティングオブナイツ
第12弾。クリアオレンジの武器パーツで付属カードにある謎の隠し文字を解読出来る。
- ジョイントロボ軍団 J騎士団 Jナイツ

J-1 騎士団長J・カイザー、J-2 戦術参謀騎士ガッシュ、J-3 特攻騎士ベルガー、J-4 カルス4世、J-5 格闘騎士バビロック
- エイリアン軍団 ガーゴリア皇帝直属 猟奇兵団デス・ナイツ

E-1 軍団長ダークナー、E-2 狂戦騎士デザク、E-3 魔道騎士オーマ、E-4 重騎士ミノダロス、E-5 処刑騎士ドッコム

#### ファイティングオブナイツII
第13弾。カード裏面にストーリー漫画が描かれている。
- ジョイントロボ軍団 地球防衛兵団『GET』（ガードアーストルーパー ゲット）

J-1（J-131）空戦兵 トム・イーグル、J-2（J-132）迎撃兵 ハリー・ライガン、J-3（J-133）戦闘兵 レオ・ランボー、J-4（J-134）偵察兵 ブル・サンダー、J-5（J-135）突撃兵 ベア・マックス
- エイリアン軍団 エイリアン特殊部隊『ESU』（エイリアンズ・スペシャル・ユニット エズー）

E-1（E-131）改造獣No.003 ライドル、E-2（E-132）改造獣No.008 ガンコング、E-3（E-133）改造獣No.110 ブラバット、E-4（E-134）改造獣No.666 ドラホーン、E-5（E-135）改造獣No.013 タイガノン

#### バトリングアタッカー
第14弾。各軍団の5番に強化パーツを合体させるとジョイントロボはライオン型、エイリアンは恐竜型のメカになり背中に乗せられる。この弾よりカードから通し番号が消える。
- ジョイントロボ軍団

J-1 ガーディアス、J-2 ロックダム、J-3 バイフォン、J-4 グラバス、J-5 ブライオン
- エイリアン軍団

E-1 ルシファス、E-2 バーリオン、E-3 ダシュラン、E-4 イフリード、E-5 マグラザン

#### ロボキッズシリーズ
第15弾。マシーンのみの構成で、ジョイントロボ同シリーズの小型ロボを乗せられる。
「専用マシーン」というコンセプトに徹したことで、箱容量ギリギリまで商品サイズを拡大した。
- ジョイントロボ軍団

J-1 ダブルドライバー、J-2 キリクロス、J-3 リベットハンマー、J-4 テオノクラフト、J-5 スパナボルト
- エイリアン軍団

E-1 ゴキブルG3、E-2 クモガレック、E-3 バッタジッター、E-4 ギリカーマ、E-5 スカイハッチ

#### わくわくトントンシリーズ
第16弾。同シリーズジョイントロボのクギやネジパーツ等で接合出来る。
- ジョイントロボ軍団

J-1 アタックボット スピット、J-2 ディフェンスボット サルート、J-3 トップタンク パーボ、J-4 ソーナータンク サベル、J-5 カーゴタンク スペーサ
- エイリアン軍団

E-1 アタックボット モグモ、E-2 ディフェンスボット ゴリゴ、E-3 トップタンク クモク、E-4 ソーナータンク ガメガ、E-5 カーゴタンク トドト

#### わくわくトントンシリーズ パート2
第17弾。前シリーズと同じ。同一シリーズだが、かつてのリアルな方向性へ若干回帰。ガンプラなどを参考に、脚の付け根を「ハの字」になるように工夫を加えている。
- ジョイントロボ軍団

J-1 レンジャー、J-2 ブロント、J-3 ステラス、J-4 ダンク、J-5 ファランクス
- エイリアン軍団

E-1 スカルスピン、E-2 メガダイノ、E-3 ラドンガ、E-4 ザゾーリ、E-5 シザース

#### 太陽パワーメカロボシリーズ
第18弾。太陽光線に当てると透明から紫に色が変化するパーツが入っている。
- ジョイントロボ軍団

J-1 ライバード、J-2 ムスタング91、J-3 ウィンガルV2、J-4 メッサーG9、J-5 ブライア
- エイリアン軍団

E-1 キングオロチ、E-2 ゴングバロン、E-3 ザイラーマークIII、E-4 クワガタラン、E-5 クラブバード

#### カードロボVSディスクロボシリーズ
第19弾。各軍団の5つのパーツでカードロボは正機神、ディスクロボは悪機神が組み立てられる。
- カードロボ軍団

J-1 ロボ-リーダー、J-2 ロボ-アックス、J-3 ロボ-ローズ、J-4 ロボ-タンク、J-5 ロボ-ソード
- ディスクロボ軍団

E-1 フィッシュベム、E-2 オクトベム、E-3 ゲソベム、E-4 スネークベム、E-5 ロブスターベム

#### ハイパーバトルシリーズ
第20弾。部品を組みかえられる。
- カードロボ軍団

J-1 ネオ・ロボ-リーダー、J-2 ロボ-アックスII、J-3 ロボ-ゴング、J-4 ロボ-イーグル、J-5 ロボ-ガルス
- ディスクロボ軍団

E-1 ビートベム、E-2 キリーベム、E-3 シザーベム、E-4 ボールベム、E-5 スパイダーベム

#### ファイナルジョイントシリーズ
スーパージョイントロボの最終（21）弾。各軍団5体が合体してスーパージョイントロボになる。
- カードロボ軍団

J-1 スーパーアックスロボ、J-2 ロボ-コーン、J-3 ロボ-ライガー、J-4 ロボ-コンドル、J-5 ロボ-ファント
- ディスクロボ軍団

E-1 ムカデベム、E-2 リザードベム、E-3 サラマンドベム、E-4 バットベム、E-5 コウラベム